# Teratoscincus
Teratoscincus is een geslacht van hagedissen die behoren tot de gekko's en de familie Sphaerodactylidae.

## Naam en indeling
De wetenschappelijke naam van de groep werd voor het eerst voorgesteld door Alexander Strauch in 1863. Er zijn negen soorten, inclusief twee soorten die pas in 2017 voor het eerst werden beschreven. De bekendste soort is de wondergekko (Teratoscincus scincus).
De geslachtsnaam Teratoscincus betekent vrij vertaald 'wonderhagedis'.

## Verspreiding en habitat
De gekko's komen voor in delen van westelijk Azië en het Midden-Oosten en leven in de landen Iran, Afghanistan, Pakistan, China, Qatar, Oman, Kazachstan, Turkmenistan, Oezbekistan, Tadzjikistan, Mongolië en de Verenigde Arabische Emiraten.
De habitat bestaat uit zowel hete, gematigde als koude woestijnen, droge en gematigde tropische en subtropische scrublands, droge tropische en subtropische bossen, verschillende typen graslanden en rotsige omgevingen.

## Beschermingsstatus
Door de internationale natuurbeschermingsorganisatie IUCN is aan zeven soorten een beschermingsstatus toegewezen. Zes soorten worden beschouwd als 'veilig' (Least Concern of LC) en een soort als 'bedreigd' (Endangered of EN).

## Soorten
Het geslacht omvat de volgende soorten, met de auteur en het verspreidingsgebied.
| Naam                                | Auteur                                                                       | Verspreidingsgebied                                                                                  |
| ----------------------------------- | ---------------------------------------------------------------------------- | --- |
| Teratoscincus bedriagai             | Nikolsky, 1900                                                               | Iran, Afghanistan                                                                                    |
| Teratoscincus keyserlingii          | Strauch, 1863                                                                | Iran, Afghanistan, Verenigde Arabische Emiraten, Pakistan                                            |
| Teratoscincus mesriensis            | Nazarov, Radjabizadeh, Poyarkov, Ananjeva, Melnikov & Rastegar-Pouyani, 2017 | Iran                                                                                                 |
| Teratoscincus microlepis            | Nikolsky, 1900                                                               | Iran, Pakistan, Afghanistan                                                                          |
| Teratoscincus przewalskii           | Strauch, 1887                                                                | Mongolië, China                                                                                      |
| Teratoscincus roborowskii           | Bedriaga, 1906                                                               | China                                                                                                |
| Teratoscincus rustamowi             | Szczerbak, 1979                                                              | Oezbekistan                                                                                          |
| Wondergekko (Teratoscincus scincus) | Schlegel, 1858                                                               | Iran, Afghanistan, Pakistan, China, Qatar, Oman, Kazachstan, Turkmenistan, Oezbekistan, Tadzjikistan |
| Teratoscincus sistanense            | Akbarpour, Shafiei, Sehhatisabet & Damadi, 2017                              | Iran                                                                                                 |